# Jia-A League 2000
La stagione 2000 è stata l'undicesima edizione della Pepsi Jia-A League, quarantunesima stagione della massima serie cinese di calcio. Il campionato è iniziato il 19 marzo 2000 e si è concluso il primo ottobre 2000 e vide il Dalian Shide vincere il quinto scudetto.

## Squadre partecipanti
| Club              | Città     | Stadio | Stagione precedente |
| ----------------- | --------- | ------ | ------------------- |
| Beijing Guoan     | Pechino   |        | 3º posto in Jia-A   |
| Chongqing Longxin | Chongqing |        | 7º posto in Jia-A   |
| Dalian Shide      | Dalian    |        | Campione di Cina    |
| Jilin Aodong      | Yanji     |        | 11º posto in Jia-A  |
| Liaoning          | Shenyang  |        | 2º posto in Jia-B   |
| Qingdao Hainiu    | Tsingtao  |        | 6º posto in Jia-A   |
| Shandong Taishan  | Jinan     |        | 9º posto in Jia-A   |
| Shanghai Shenhua  | Shanghai  |        | 2º posto in Jia-A   |
| Shenyang Haishi   | Shenyang  |        | 10º posto in Jia-A  |
| Shenzhen Pingan   | Shenzhen  |        | 12º posto in Jia-A  |
| Sichuan Quanxing  | Chengdu   |        | 5º posto in Jia-A   |
| Tianjin Teda      | Tientsin  |        | 1º posto in Jia-B   |
| Xiamen Lanshi     |           |        |                     |
| Yunnan Hongta     |           |        |                     |

## Classifica finale
|                 | Pos. | Squadra           | Pt | G  | V  | N  | P  | GF | GS | DR  |
| --------------- | ---- | ----------------- | -- | -- | -- | -- | -- | -- | -- | --- |
| Cina (bandiera) | 1.   | Dalian Shide      | 56 | 26 | 17 | 5  | 4  | 50 | 21 | +19 |
|                 | 2.   | Shanghai Shenhua  | 50 | 26 | 14 | 8  | 4  | 37 | 24 | +13 |
|                 | 3.   | S. Guancheng      | 44 | 26 | 12 | 8  | 6  | 33 | 21 | +12 |
|                 | 4.   | Chongqing Longxin | 41 | 26 | 10 | 11 | 5  | 46 | 33 | +13 |
|                 | 5.   | Shandong Taishan  | 40 | 26 | 12 | 4  | 10 | 35 | 31 | +4  |
|                 | 6.   | Beijing Guoan     | 35 | 26 | 9  | 8  | 9  | 38 | 32 | +6  |
|                 | 7.   | Shenyang Haishi   | 34 | 26 | 8  | 10 | 8  | 35 | 32 | +3  |
|                 | 8.   | Liaoning          | 32 | 26 | 8  | 8  | 10 | 28 | 26 | +2  |
|                 | 9.   | Shenzhen Pingan   | 32 | 26 | 8  | 8  | 10 | 27 | 27 | 0   |
|                 | 10.  | Tianjin Teda      | 31 | 26 | 7  | 10 | 9  | 28 | 37 | -9  |
|                 | 11.  | Qingdao Hainiu    | 29 | 26 | 6  | 11 | 9  | 22 | 29 | -7  |
|                 | 12.  | Yunnan Hongta     | 29 | 26 | 8  | 5  | 13 | 24 | 42 | -18 |
|                 | 13.  | Xiamen Lanshi     | 23 | 26 | 6  | 5  | 15 | 22 | 45 | -23 |
|                 | 14.  | Jilin Aodong      | 17 | 26 | 4  | 5  | 17 | 20 | 45 | -25 |

Legenda:

      Campione della Cina e ammessa sia al Campionato d'Asia per club 2001-2002 che alla Coppa delle Coppe dell'AFC 2001-2002.
       Retrocessa in Jia-B League 2001

Note:
Tre punti a vittoria, uno a pareggio, zero a sconfitta.
In caso di parità di punti, vale la discriminante della classifica avulsa.